# Dactyloscopus amnis
Dactyloscopus amnis är en fiskart som beskrevs av Miller och Briggs 1962. Dactyloscopus amnis ingår i släktet Dactyloscopus och familjen Dactyloscopidae. IUCN kategoriserar arten globalt som livskraftig. Inga underarter finns listade i Catalogue of Life.